# 最高人民会议常任委员会委员长
最高人民会议常任委员会委员长是朝鲜民主主义人民共和国最高人民会议常任委员会的首長。
根据现行朝鲜民主主义人民共和国社会主义宪法的规定，最高人民会议为朝鲜的最高权力机关；最高人民会议休会时，由最高人民会议常任委员会行使立法权。地位相当于其它一院制国家的国会议长。在国家主席废除时期，委员长曾经行使部分国家元首职权。

## 历史
朝鲜最高人民会议的前身是成立于1947年的北朝鲜人民会议。1948年8月，北朝鲜举行第一届最高人民会议选举。朝鲜宪法规定，最高人民会议是朝最高国家权力机关。最高人民会议常任委员会是最高人民会议休会期间的最高国家权力机关。最高人民会议闭会期间由常任委员会行使其日常权力。最高人民会议常任委员会委员长代表国家，接受外国使节的派遣国书和召回国书。

### 1998年修宪
1994年金日成逝世，1997年金日成长子金正日名义上为父守孝三年后正式出任朝鲜劳动党总书记全面执政。翌年，朝鲜修改宪法。1998年的修改增加了序言，将朝鲜宪法定性为“把伟大领袖金日成同志的主体国家建设思想和国家建设业绩法律化的金日成宪法”，将金日成尊为“永远的主席”，实际废除国家主席一职。是次修宪还调整了朝鲜的国家机构，中央人民委员会和最高人民会议常设会议被撤销，恢復设立最高人民会议常任委员会，負責在最高人民会议休会期间代行权力。这次修改的宪法还规定恢復设立内阁，取代政务院成为国家最高行政机关，政务院总理也改称内阁总理。

### 2019年修宪
朝鲜于2019年4月11日召开第十四届最高人民会议第一次会议，对朝鲜劳动党及国家领导层进行改组。随后在行第十四届最高人民会议第一次会议中，朝鲜人民会议决定修改宪法。在国家领导人方面，朝鲜在4月11日召开的最高人民会议第14届一中全会上通过宪法明确赋予了金正恩国务委员长“国家元首”的地位。金正恩担任的国务委员长是“代表国家的最高领导人”。这意味着，金正恩不仅是实际上的最高领导人，同时还成为了宪法规定的国家最高领导人。
修正后的宪法第100条规定“国务委员会委员长是代表国家的朝鲜民主主义人民共和国最高领导人”。此前，朝鲜2016年6月修正的宪法仅规定新设立的国务委员会委员长“是朝鲜民主主义人民共和国的最高领导人”。也就是说，以往由最高人民会议常任委员长担任的对外国家最高领导人资格将由国务委员长担任。修正后的宪法同时沿用了原来的条款，规定最高人民会议常任委员长“负责代表国家接受外国派遣或召回使节的国书（第116条）”。
朝鲜宪法上可以代表国家的国家领导人变成了国务委员长和最高人民会议常任委员会委员长两人，国务委员长是“代表国家的最高领导人”，而最高人民会议常任委员长只“代表国家接受外国派遣或召回使节的国书”；两者的工作性质各不相同，国务委员会委员长负责重要的外交活动，而最高人民会议常任委员会委员长则负责接受国书等日常外交工作。

## 历任委员长
| 序号 | 肖像 | 姓名                 | 在职           | 离职           | 政党       | 职稱                         |
| ---- | ---- | -------------------- | -------------- | -------------- | ---------- | ---------------------------- |
| 1    |      | 金枓奉（1886－1960） | 1948年9月8日   | 1957年9月20日  | 朝鲜劳动党 | 最高人民會議常任委員會委員長 |
| 2    |      | 崔庸健（1900－1976） | 1957年9月20日  | 1972年12月28日 | 朝鲜劳动党 | 最高人民會議常任委員會委員長 |
| 3    |      | 黄长烨（1922－2010） | 1972年12月28日 | 1983年4月7日   | 朝鲜劳动党 | 最高人民會議常設會議議長     |
| 4    |      | 杨亨燮（1925－2022） | 1983年4月7日   | 1998年9月5日   | 朝鲜劳动党 | 最高人民會議常設會議議長     |
| 5    |      | 金永南（1928－）     | 1998年9月5日   | 2019年4月11日  | 朝鲜劳动党 | 最高人民會議常任委員會委員長 |
| 6    |      | 崔龙海（1950－）     | 2019年4月11日  |                | 朝鲜劳动党 | 最高人民會議常任委員會委員長 |